# فنتون هيوارث
فنتون هيوارث (بالإنجليزية: Vinton Hayworth)‏ هو ممثل أمريكي، ولد في 4 يونيو 1906 في واشنطن العاصمة في الولايات المتحدة، وتوفي في 21 مايو 1970 في فان نويس في الولايات المتحدة بسبب نوبة قلبية.

## أعمال

### أفلام
- (1956) الرجل العظيم
- (1960) سبارتاكوس[3][4]

## وصلات خارجية
- فنتون هيوارث على موقع IMDb (الإنجليزية)
- فنتون هيوارث على موقع أول موفي (الإنجليزية)
- فنتون هيوارث على موقع قاعدة بيانات برودواي على الإنترنت (الإنجليزية)
- فنتون هيوارث على موقع قاعدة بيانات برودواي على الإنترنت (الإنجليزية)
- فنتون هيوارث على موقع قاعدة بيانات برودواي على الإنترنت (الإنجليزية)
- فنتون هيوارث على موقع قاعدة بيانات الأفلام السويدية (السويدية)
- فنتون هيوارث على موقع قاعدة بيانات الفيلم (الإنجليزية)